# Gregorio Preti

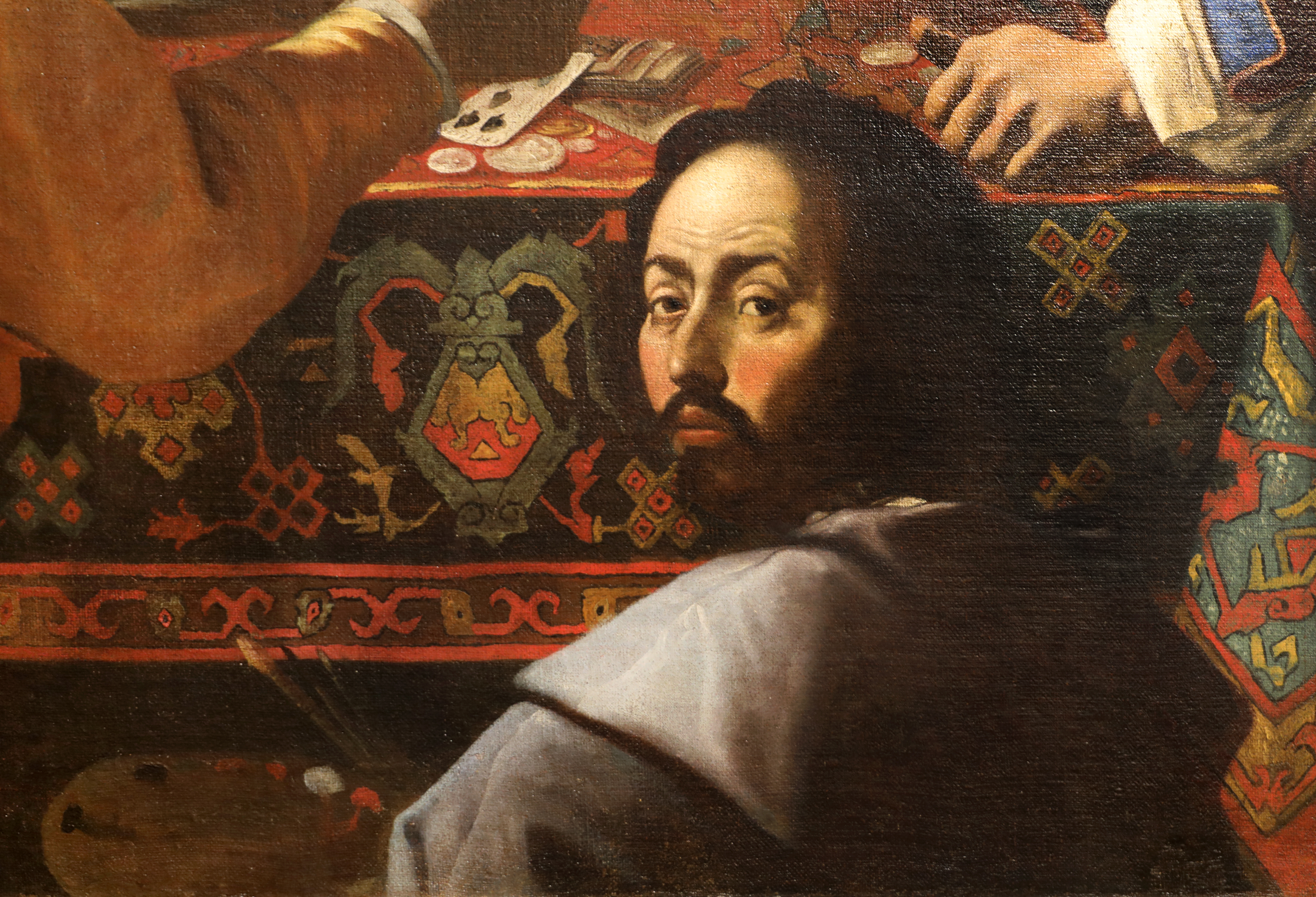
Autoritratto

Gregorio Preti (Taverna, 25 febbraio 1603 – Roma, 25 gennaio 1672) è stato un pittore italiano, cittadino del Regno di Napoli. Il suo ruolo artistico è stato oscurato per molto tempo dalla rilevanza del suo famoso fratello minore, Mattia.

## Biografia

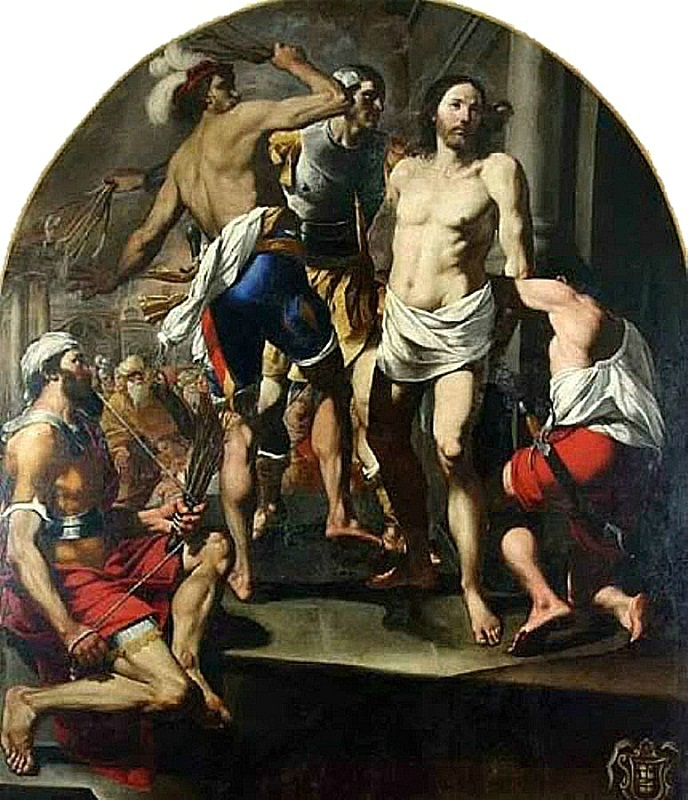
Flagellazione, Ospedale San Giovanni Calibita Fatebenefratelli, Roma

Fu allievo prima dello Spagnoletto e poi del Domenichino, questi maestro di Giacinto Brandi e anche di Mattia Preti, suo fratello. 
Ne consegue che se Gregorio fosse arrivato a Roma nel 1624, sarebbe arrivato in tempo per frequentare l'Accademia del Domenichino prima di partire per Napoli nel 1630, mentre dal 1632, e per quarant'anni, fece parte della Accademia di San Luca e della Congregazione dei Virtuosi al Pantheon.
A Roma ebbe probabilmente la protezione degli Aldobrandini, signori di Rossano in Calabria, e ciò favorì le sue relazioni con importanti collezionisti. Tra il 1632 e il 1636 visse con il fratello, per il quale fece per un periodo da maestro, a scapito della propria carriera.
A questo periodo gli sono attribuiti:
- quattro ovati, palazzo Chigi, Ariccia;
- Concerto, collezione privata;
- Gesù che disputa con i dottori, National Gallery, Londra;
- Scena in una taverna, Circolo ufficiali delle forze armate d’Italia, palazzo Barberini, Roma;
- quattro tele per la collezione Gabrielli, ora a Roma, palazzo Taverna.

In queste opere vi è un misto tra la tradizione classicista e l'adeguamento alle novità del Caravaggio, che però vennero comprese e realizzate con maggior forza dal fratello.
Negli anni immediatamente successivi fu aiutato dal fratello nei seguenti lavori:
- Matrimonio della Vergine, San Giuseppe, Grosio, 1642-1644;
- Apostolato, incompleto e smembrato tra l’episcopio di Nepi e la cattedrale di Santa Maria Assunta a Sutri;
- Pilato che si lava le mani,  Centro congressi Rospigliosi, Roma;
- Flagellazione di Cristo, Ospedale San Giovanni Calibita Fatebenefratelli, Roma;
- Madonna della Purità, chiesa di San Domenico, Taverna.

Da solo realizzò, invece:
- Madonna della Provvidenza chiesa di San Domenico, Taverna, 1632 circa;
- San Flaviano, Roma (ora perduto);
- San Carlo che fa l’elemosina, chiesa di San Carlo ai Catinari, Roma, 1652.

Da notare anche il fratello operava contemporaneamente nelle stesse sedi, per cui è lecito ritenere che insieme formavano una sorta di impresa familiare. Questa ipotesi è confermata anche dai registri contabili di Marcantonio Colonna, che nel 1651 riportano un pagamento per entrambi i fratelli a seguito della realizzazione di un gruppo di tele, nel dettaglio otto del solo Gregorio; tra queste il Ratto di Europa, il Ratto di Proserpina e Ganimede, ora conservata a Roma nella Galleria Pallavicini.
Quando il fratello lasciò Roma, Gregorio, invece di approfondire le nuove tendenze caravaggieshe, rimase fedele alla tradizione del Domenichino e in quegli anni realizzò:

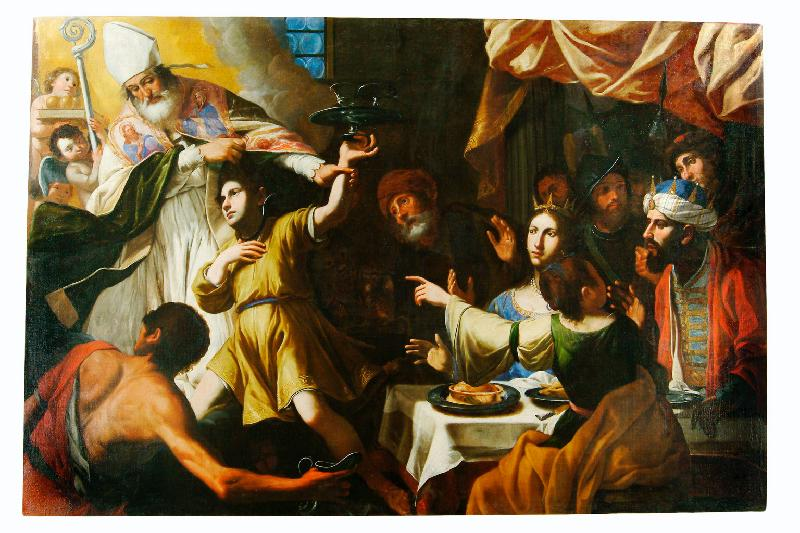
Miracolo di san Nicola, chiesa di San Nicolò, Fabriano

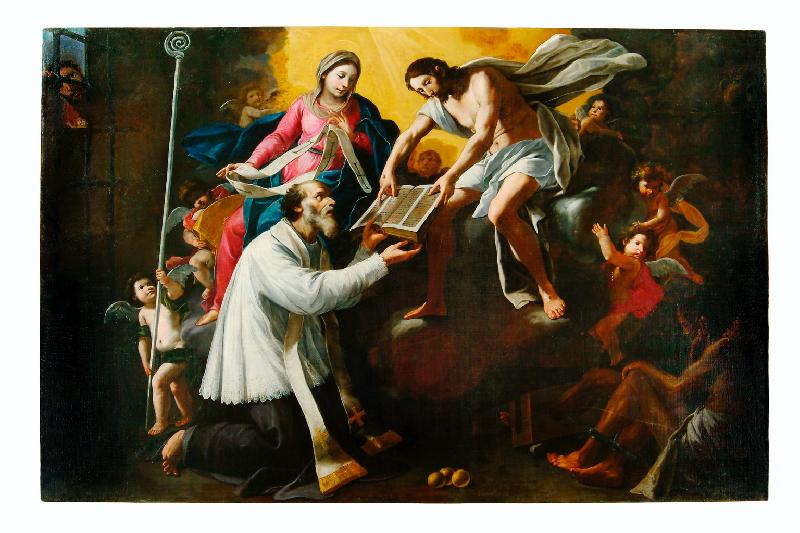
San Nicola in estasi, chiesa di San Nicolò, Fabriano

- David e Golia, cattedrale di Fabriano;
- Ritorno del figliol prodigo, cattedrale di Fabriano;
- San Nicola in estasi, chiesa di San Nicolò, Fabriano;
- Miracolo di san Nicola, chiesa di San Nicolò, Fabriano;
- Estasi di santa Teresa d’Avila, chiesa di Santa Barbara, Taverna;
- San Martino vescovo, chiesa di Santa Martino, Taverna;
- quattro santi, chiesa di Santa Martino, Taverna;
- Sant'Antonio di Padova con Gesù Bambino, chiesa di San Rocco a Ripetta.[1]

Nel 1668 sposò Santa Duchetti, una vedova aquilana ed ebbe come testimone il pittore Giacinto Brandi. Morì a Roma il 25 gennaio 1672.
Pur lontano dai risultati raggiunti dal fratello, fu considerato un pittore di buon nome, guadagnandosi uno spazio tra i sostenitori della poetica classicista.